# Marianna Giarrè Billi
Marianna Giarrè Billi (Firenze, 10 luglio 1835 – Firenze, 7 marzo 1906) è stata una poetessa italiana.

## Biografia
Poetessa, maestra e direttrice scolastica, moglie del medico chirurgo Luigi Billi, è autrice di più di cento composizioni.
Donna molto istruita ma pacata, fu animatrice dei salotti culturali dell'epoca, amica di Giosuè Carducci e insegnante della Contessa Lara, che le dedicò uno dei suoi racconti più tristi.
vo' che ci nasca l'Edera amorosa;
non la bruna viola del pensiero,
non il candido giglio, né la rosa,
ché l'affetto dei fiori è passeggero.
Ma l'Edera s'attacca, ove si posa...»
(L'edera/ M. Giarrè Billi)

## Opere
- La Stella della laguna: stornello in chiave di Sol con accomp.to di pianoforte / parole della sig. Marianna Giarrè; musica di! Alessandro Busi /Bologna! : s. n.!, 188.!
- Le lodolette: Canto a due voci eguali con pianoforte. Versi di M. Giarrè Billi Bergamo: V. Carrara, 1939 (Bologna, Lit. C. Venturi)

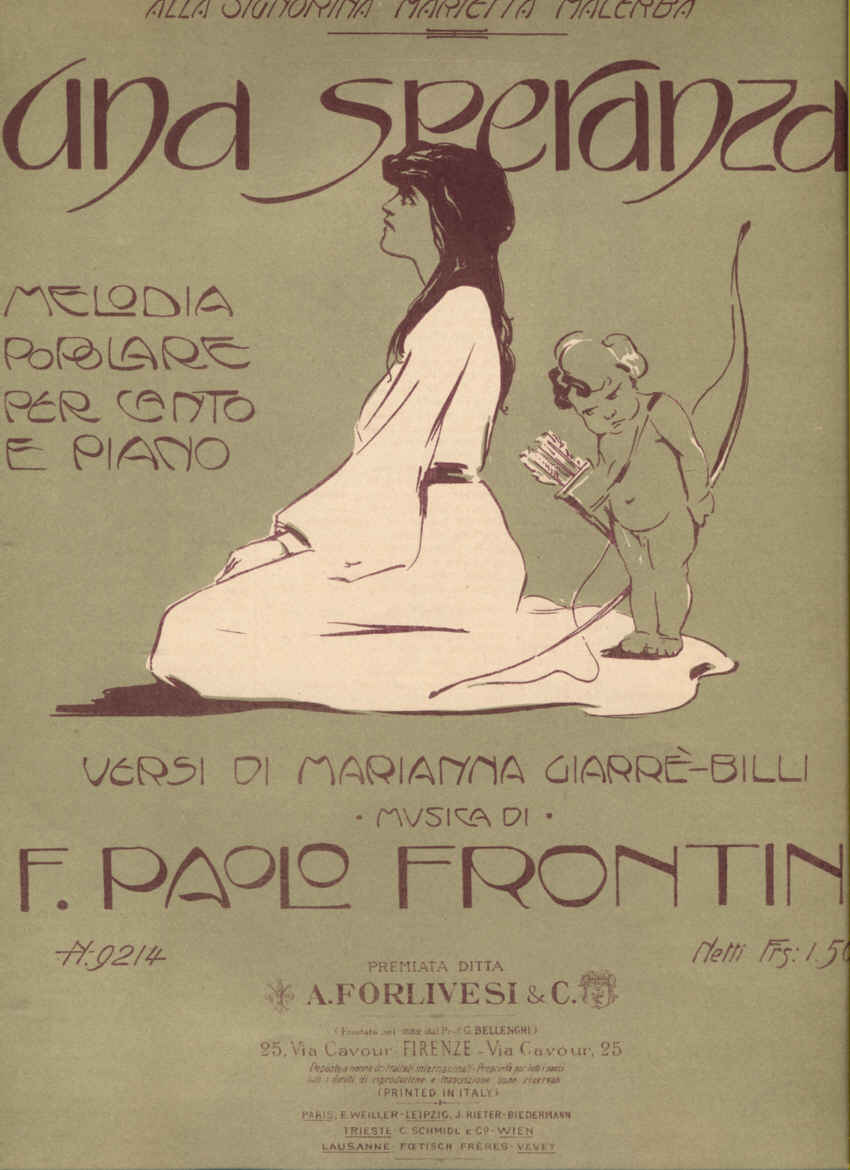
musica di Francesco Paolo Frontini, Forlivesi 1905

- Fiorellin d'amore: Canto Toscano per soprano o tenore. Canto e pianoforte. Versi di M. Giarrè Billi /Firenze: Casa Ed. A. Forlivesi e C., 1919
- Una speranza: melodia popolare di Francesco Paolo Frontini. Canto e pianoforte Versi di Marianna Giarrè Billi ed. Forlivesi 1905
- Fra zia e nipote: Novelline in versi, con acquerelli di Pompeo Massani /Firenze: R. Bemporad e Figlio Edit., 1904 (Tip. Di L. Franceschini e C.)
- Ai bambini: [versi] / [Marianna Giarrè Billi] Firenze: Stab. Tip. Giuseppe Civelli, 1895
- A Maria Elisabetta dei Marchesi Torrigiani: [versi] Firenze: Tip. Di Salvadore Landi, 1894
- Ricordo montanino ad Angiolina Trombetta, a Carlo Sansoni: rispetto Firenze: Tip. Carnesecchi, 1887
- Tonachina: racconto fiorentino / Marianna Giarrè Billi Firenze: Uffizio della Rassegna Nazionale, 1887 (coi tipi di M. Cellini e C.)
- L'amaranto: melodia malinconica / parole di M.Giarrè Billi / musica di G. Palloni Milano: edizioni Ricordi, t.s.1882
- Non ti scordar di me: romanza in chiave di Sol (maestro Sop.o o Bar.o) / parole della sign.ra Marianna Giarrè Billi; musica di Giuseppe Spinelli Firenze: G. Venturini, [dopo il 1880]
- Rime / Marianna Giarrè Billi /Firenze: G. C. Sansoni, 1878
- A Luigi Berti e Felicita Rizzotti che con la loro allegrezza hanno consolato il mio cuore: [versi] / Marianna Giarrè Billi /Firenze: Tip. e Lit. di G. Carnesecchi e figli, 1877
- Il cipresso: melodia [...] ,/ poesia di Marianna Giarrè Billi; musica di G.Paloni

Milano: Ricordi, t.s.1872
- L'edera: stornello campagnuolo [...] / parole di Marianna Giarrè Billi; musica di G. Palloni Milano: Ricordi, t.s.1872
- La Margherita: romanza [...] / parole di Marianna Giarrè Billi; musica di G.Palloni Milano: Ricordi, t.s.1872
- Ad una bambina: melodia / parole di Marianna Giarrè; musica di G.Palloni Milano: Stabilimento di Tito di Gio. Ricordi, t.s. 1869
- Irene: romanza / parole di Marianna Giarrè; musica di G. Palloni Milano: Stabilimento Tito di Gio. Ricordi, t.s.1868
- Dalla vita nuova / [Marianna Giarrè] Firenze: Tipi di M. Cellini e C. nella Galileiana, 1865
- La gondola: barcarola / musica di G. Palloni; parole di Marianna Giarrè Milano: T. Ricordi, 1863
- Ad una rondine: stornello / parole di Marianna Giarrè; musica di L. Hackensollner Firenze: G. Venturini, dopo il 1860
- La befana: ninna-nanna / parole di Marianna Giarrè; musica di L. Hackensollner Firenze: G. Venturini, dopo il 1860